# Conflicto inesperado
Conflicto inesperado es una película española de comedia estrenada en 1948, dirigida por Ricardo Gascón y protagonizada en los papeles principales por Amedeo Nazzari, María Asquerino y Alfonso Estela.
Está basada en la obra teatral "La casa de salud", escrita por Antonio Paso y Joaquín Dicenta.

## Sinopsis
Un químico llamado Miguel y que vive alojado en un gran hotel a las afueras de Madrid, sufre la rebelión de sus trabajadores y se queda solo al frente del negocio. Es entonces cuando recibe la visita de su amigo Prudencio, que le pide un favor: que le presente como dueño del hotel ante su tío Raimundo, que va a llegar pronto de Extremadura y que cree que es millonario y tiene una mujer.

## Reparto
- Amedeo Nazzari como Damián
- María Asquerino como María
- Osvaldo Genazzani como Miguel de la Mata
- Alfonso Estela como Prudencio
- Maria Eugénia como Pilar
- Mary Santpere	como Conchita de la Mata
- Antonio Bofarull
- Modesto Cid